# Nantwich
Nantwich is een civil parish in het bestuurlijke gebied Cheshire East, in het Engelse graafschap Cheshire met in 2011 13.964 inwoners. Het stadje is gekend omwille van zijn onroerend erfgoed, waaronder een hoog aantal als monument erkende bouwwerken, met mooie voorbeelden van de Tudor- en Georgiaanse architectuur.

## Geboren
- David Beatty (1871-1936), admiraal
- Ashley Westwood (1990), voetballer